# Revoco
El revoco o revoque  es un revestimiento exterior o interior de mortero de cal, de cemento, tierra o mixto, que se aplica como acabado a un paramento que ya ha sido enfoscado previamente. Es un tipo de acabado continuo cuyo fin es mejorar el aspecto y las características de las superficies de muros, tabiques y techos.
El conjunto de enfoscado y posterior revoco se llama jaharro. El cemento proporciona dureza al acabado, y la cal, flexibilidad. Según la proporción de cada uno de estos componentes, se potencia la citada característica. 
También los revocos de cemento son bastante impermeables al vapor de agua, mientras que los de cal son permeables, siendo más o menos permeables según la proporción de cada cual. Esto es muy importante en la construcción.

## Tipos de revoques
- Revoque rayado: es una pasta rayable que contiene arenilla natural. Se debe trabajar con una llana de plástico o madera, llamada talocha o fratás, para que los granos de arena marquen rayas en la masa cuando todavía está húmeda.
- Revoque rugoso, picado o salpicado: es una pasta al agua, sin arena, que se puede aplicar con llana, rodillo o pistola. Se consiguen diferentes texturas utilizando llana, paleta, rodillos de esponja o de goma y cepillos cuando todavía está húmeda.

Una variante de este es el revoque tirolés o revoco a la tirolesa, también conocido en Argentina como salpicré o salpicrete, y en Uruguay como revoque balai (pronunciado bale, significa escoba en francés) o revoque californiano (pese a que en Estados Unidos es igualmente conocido como "Tyrolean render" -es decir, revoque tirolés- y en Francia como "crépi à la tyrolienne", de igual significado).
Se trata de un revoque histórico de la región centroeuropea, donde los artesanos lo hacen desde el siglo XIV. Antiguamente debía realizarse salpicando las paredes con escobas. Justamente, sus nombres en alemán Besenwurf (literalmente "tiro de escoba") o Spritzputz ("revoque salpicado") hacen referencia a la modalidad de esta técnica.  
Más tarde se adoptó la llamada "máquina tirolesa" o "máquina salpicadora", la cual funciona a manivela, y actualmente es posible hacerlo con rociadores o pistolas neumáticas.
Este tipo de revoque tiene la ventaja de ser económico y, a la vez, esconde las imperfecciones de la pared. No debe confundirse con el gotelé, ya que esta última es una técnica diferente, al generar textura sólo a través de una pintura espesa.
- Revoque liso: es un tipo de revestimiento continuo realizado al exterior de un paramento, con mortero de cal, yeso, cemento o mixto, que consta de varias capas de mortero, tendidas o proyectadas, de la misma o diferente composición y dosificación, y que admite diferentes acabados.
- Revoque ignífugo: es aquel tipo de revoco al que se añaden sustancias o materiales, con propiedades de resistencia frente al fuego. Se emplea para revestir todo tipo de estructuras, paramentos, o cualquier otro elemento al que se tenga que incrementar su resistencia o estabilidad al fuego. Es muy utilizado para proteger estructuras metálicas conformadas por elementos de acero.